# Feliks Erbrich

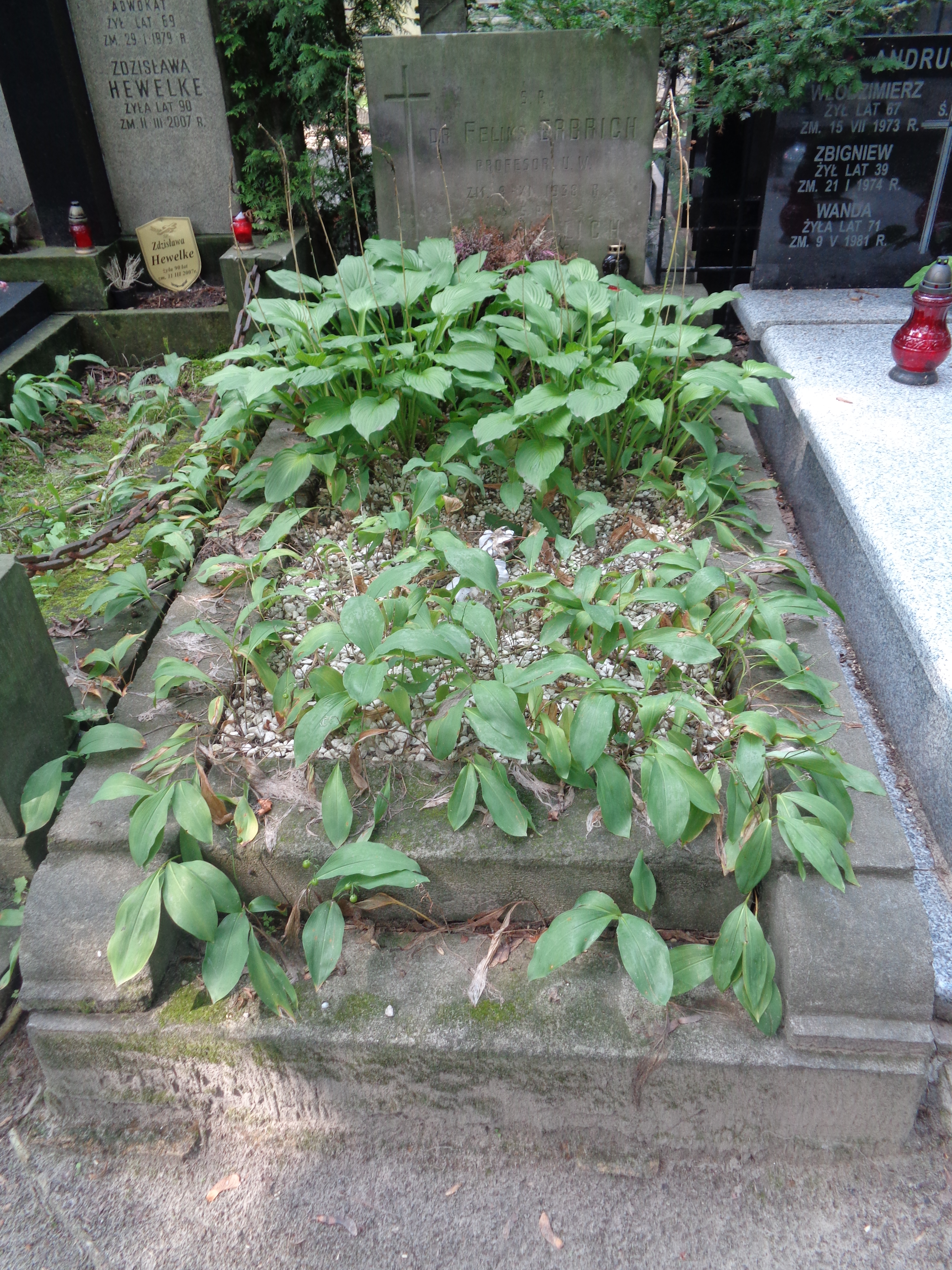
Grób Feliksa Erbricha na cmentarzu Powązkowskim

Feliks Antoni Erbrich (ur. 16 grudnia 1874 w Łodzi, zm. 8 listopada 1938 w Warszawie) – polski laryngolog, wykładowca na Uniwersytecie Warszawskim.

## Życiorys
Dzieciństwo i młodość spędził w Częstochowie, gdzie 1894 ukończył gimnazjum. Następnie zamieszkał w Warszawie, gdzie rozpoczął studia na Wydziale Przyrodniczym Uniwersytetu Warszawskiego. Rok później równolegle rozpoczął naukę na Wydziale Lekarskim, studia ukończył w 1900 i rozpoczął pracę w warszawskim szpitalu św. Ducha, gdzie był asystentem dr. Alfreda Sokołowskiego. Równocześnie pracował jako asystent w sanatorium dr. Józefa Geislera w Otwocku oraz prowadził praktykę lekarską. W 1906 wyjechał na staż do Uniwersytetu we Fryburgu, gdzie w kierowanej przez prof. Gustawa Kiliana Klinice Otolaryngologii zapoznał się z endoskopową metodą badania tchawicy i oskrzeli. Po powrocie do Warszawy przez czternaście lat kierował ambulatorium, od 1915 równocześnie pełnił funkcję ordynatora oddziału wewnętrznego. W 1920 został mianowany profesorem nadzwyczajnym. W 1921 objął stanowisko dyrektora Kliniki Laryngo-Otiatrycznej Uniwersytetu Warszawskiego, w tym samym roku wspólnie z Ludwikiem Guranowskim i Janem Szmurłą założył Polskie Towarzystwo Otolaryngologiczne, którego był pierwszym prezesem. Zrezygnował po dwóch latach, w 1924 został redaktorem naczelnym „Przeglądu-Laryngo-otiatrycznego”. W latach 1933–1934 był dziekanem Wydziału Lekarskiego UW. W 1934 otrzymał nominację na profesora zwyczajnego. Feliks Erbrich był człowiekiem bardzo zamożnym, ale w swojej pracy zawodowej zarówno asystentów jak i pacjentów traktował w ten sam sposób, jak równych sobie. Wśród ubogich, a szczególnie w społeczności żydowskiej miał opinię człowieka niezwykłego, uzdrowiciela, którego dotyk przywracał zdrowie. Pochowany na cmentarzu Powązkowskim w Warszawie (kwatera 191-5-22).

## Publikacje
- Metody badania krtani, tchawicy i oskrzeli (1919) współautor,
- Metody badania narządu oddechowego (1920) współautor,
- Patologia dróg oddechowych górnych i uszu (1927).